# Bruchidius algiricus
Bruchidius algiricus is een keversoort uit de familie bladkevers (Chrysomelidae). De wetenschappelijke naam van de soort werd in 1883 gepubliceerd door Allard.